# Tam Courts
Thomas "Tam" Courts (Kirkcaldy, 1981. augusztus 10. –) skót labdarúgó, majd edző. 2022-től a Budapest Honvéd vezetőedzője.

## Pályafutása

### Játékosként
Profi játékos pályafutása alatt öt klubban – Livingston, Cowdenbeath, Kelty Hearts, Hill of Beath Hawthorn és East Fife – fordult meg 1998 és 2018 között.

### Edzőként
Edzői pályafutását a skót Kelty Hearts csapatánál kezdte 2013-ban. 2021 júniusában őt választották meg skót élvonalbeli Dundee United vezetőedzőjének a távozó Micky Mellon helyére. A 2021-2022-es szezonban a dundee-i csapatot az UEFA Európa Konferencia Liga selejtezőjét érő negyedik helyéig vezette a skót bajnokságban. 2022. június 15-től a Budapest Honvéd vezetőedzője volt.

## Statisztikái

### Vezetőedzőként
| Csapat          | Ország   | Mikortól         | Meddig           | Eredményesség | Eredményesség | Eredményesség | Eredményesség | Eredményesség | Forrás                              |
| Csapat          | Ország   | Mikortól         | Meddig           | M             | Gx            | D             | V             | Gx %          | Forrás                              |
| --------------- | -------- | ---------------- | ---------------- | ------------- | ------------- | ------------- | ------------- | ------------- | ----------------------------------- |
| Kelty Hearts    | SCO      | 2013. október 2. | 2018 október 11. | 192           | 128           | 27            | 37            | 66,67         | [ 4 ] [ 5 ] [ 6 ] [ 7 ] [ 8 ] [ 9 ] |
| Dundee United   | SCO      | 2021. június 7.  | 2022 június 14.  | 47            | 18            | 13            | 16            | 38,30         |                                     |
| Budapest Honvéd | HUN      | 2022 június 15.  |                  | 6             | 1             | 2             | 3             | 16,67         |                                     |
| Összesen        | Összesen | Összesen         | Összesen         | 243           | 146           | 41            | 56            | 60,08         | —                                   |